# Тимелія-криводзьоб сіробока
Тиме́лія-криводзьо́б сіробока (Erythrogenys swinhoei) — вид горобцеподібних птахів родини тимелієвих (Timaliidae). Ендемік Китаю. Вид названий на честь британського натураліста Роберта Свайно.

## Поширення і екологія
Сіробокі тимелії-криводзьоби поширені на півдні і сході Китаю, від Аньхою до Фуцзяню, Гуансі і Гуандуну. Вони живуть у вологих гірських і рівнинних субтропічних лісах, на узліссях і галявинах, в чагарниковизх заростях. Зустрічаються на висоті від 200 до 3800 м над рівнем моря, поодинці або парами. Живляться комахами і плодами. Сезон розмноження триває з березня по червень. Гніздо кулеподібне з бічним входом. В кладці від 2 до 6 яєць.